# Grande Baia Australiana
La Grande Baia Australiana (in inglese Great Australian Bight) è un vasto golfo, o baia aperta, sita al largo delle parti centrale ed occidentale della linea costiera meridionale della terraferma australiana. Bagna gli stati dell'Australia occidentale, dell'Australia meridionale e, in misura molto limitata, quello di Victoria.

## Estensioni
L'Organizzazione idrografica internazionale definisce la Grande Baia Australiana come parte dell'Oceano Indiano sudorientale, con i seguenti confini:
- A nord: La costa  meridionale dell'Australia.
- A sud: Una linea retta che unisce West Cape Howe (35°08′S 117°37′E) in Australia a South West Cape in Tasmania.
- A est: Una linea retta da Capo Otway in Australia a King Island in Tasmania e da lì a Cape Grim, l'estremità nordoccidentale della Tasmania.

Un altro modo di definizione dei confini della Baia è: da Capo Pasley, Australia Occidentale, a Cape Carnot, Australia Meridionale - una distanza di 1.160 km (720 miglia).
In Australia, il nome generalmente più accettato per il corpo d'acqua confinante è Southern Ocean (Oceano Meridionale) piuttosto che Oceano Indiano.
La maggior parte del golfo si trova a sud della vasta Nullarbor Plain, che sta a cavallo fra i due stati del Australia Meridionale e dell'Australia Occidentale.  La Eyre Highway passa in prossimità delle scogliere del golfo tra la Head of the Bight e Eucla.

## Esplorazione
La Grande Baia Australiana fu scoperta da esploratori europei nel 1627, quando un navigatore olandese, François Thijssen, fece vela lungo i suoi margini occidentali. In seguito, la costa fu dapprima accuratamente rilevata e cartografata dall'esploratore inglese Capitano Matthew Flinders nel 1802, durante la sua circumnavigazione del continente australiano. 
Una successiva esplorazione via terra fu eseguita da Edward John Eyre.

## Storia naturale

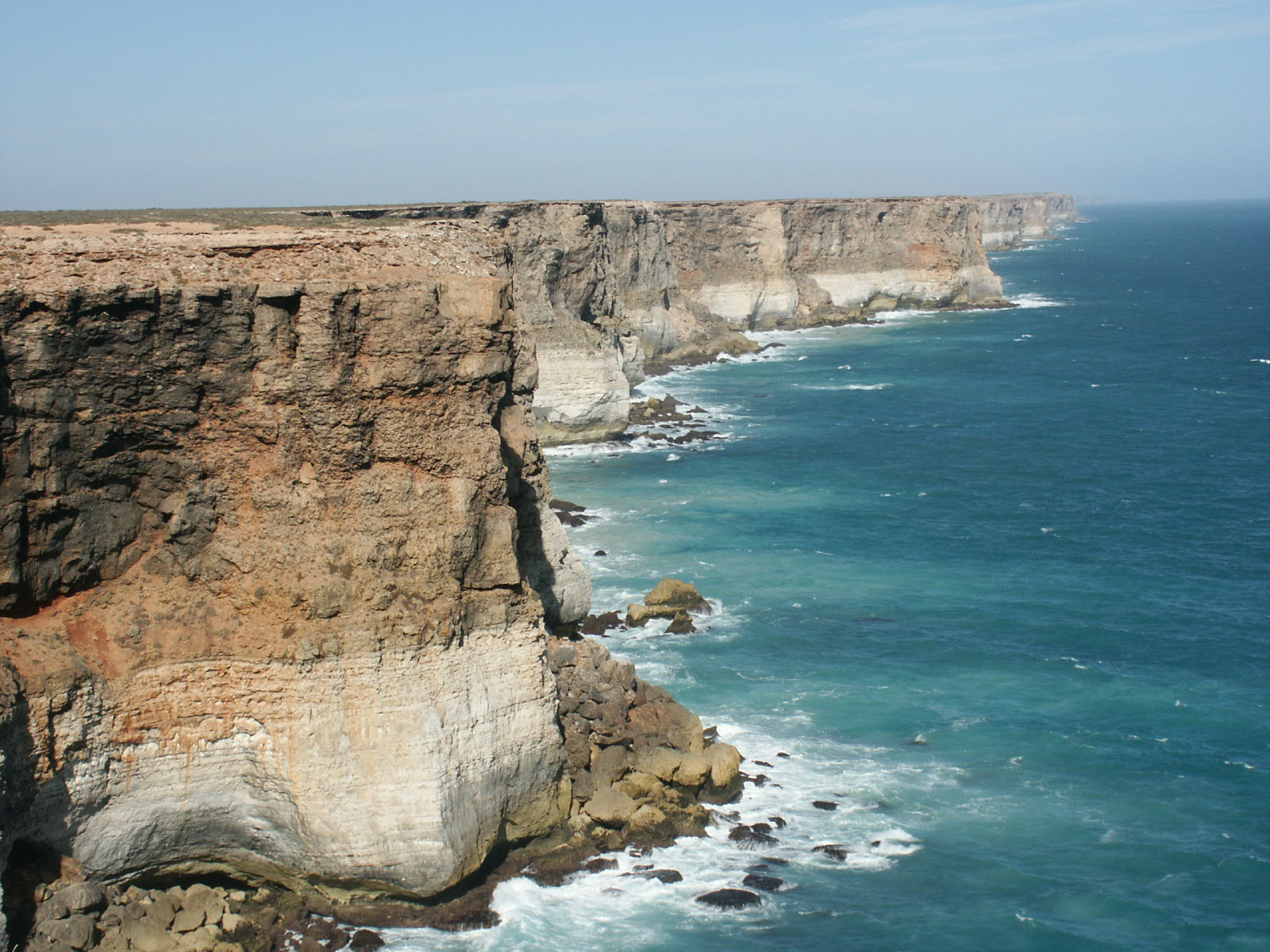
La Grande Baia Australiana

La linea costiera della Grande Baia Australiana è caratterizzata da scogliere (alte fino a 60 m), spiagge da surf e piattaforme rocciose, ideali per l'osservazione delle balene. 
Le acque del golfo, pur essendo relativamente poco profonde, non sono fertili. 
Mentre la maggior parte delle piattaforme continentali sono ricche di vita marina e possiedono aree popolari per la pesca, gli sterili deserti a nord del golfo hanno scarsissime precipitazioni, che fluiscono al più verso l'interno per perdersi nel sottosuolo o in laghi salati.
Di conseguenza, la baia riceve poco degli afflussi che fertilizzano la maggior parte delle piattaforme continentali, facendo sì che essa sia essenzialmente un deserto marino. Probabilmente questo è più evidente se si considera il grande numero di squali che frequentano le sue acque costiere, come anche il numero in aumento di balena franca australe, i cui esemplari migrano all'interno della regione.
Nel golfo vi è un sito che è specificatamente orientato alla comprensione della storia naturale della sua costa: l'Eyre Bird Observatory.

## Condizioni attuali
Economicamente, il Golfo per moltissimi anni è stato sfruttato per la pesca, per la caccia alle balene e dall'industria dei molluschi. I tonni pinna blu sono stati uno dei bersagli più favoriti della pesca nel golfo.
Gli insediamenti che esistono lungo la linea di costa del golfo, quali Ceduna ed Eucla, hanno infrastrutture per accedere al Golfo. Alcuni altri siti sull'autostrada di Eyre (Eyre Highway) o situati sulla Nullarbor Plain non hanno infrastrutture o accessi facilitati.